# Burg Fritzenburg
Die Burg Fritzenburg, auch Burg Warthausen genannt, ist eine abgegangene Höhenburg auf einer Bergecke bei 550 m ü. NN über dem Rißtal 4300 Meter nördlich der Kreisstadt Biberach bei der Gemeinde Warthausen im Landkreis Biberach in Baden-Württemberg.
Vermutlich wurde die Burg Ende des 12. Jahrhunderts erbaut und war im Besitz der Herren von Warthausen. Von der ehemaligen Burganlage sind nur noch Reste eines Walls und eines Halsgrabens zu sehen.